# Agrostis densiflora
Agrostis densiflora é uma espécie de gramínea do gênero Agrostis, pertencente à família Poaceae.